# Wall (Unix)
wall (una abreviatura de w rite to all) es una utilidad de línea de comandos de Unix que muestra el contenido de un archivo de computadora o entrada estándar a todos los usuarios registrados. Por lo general, es usado por el usuario root para enviar mensajes de apagado a todos los usuarios justo antes del apagado. 

## Invocación
wall lee el mensaje desde la  entrada estándar de forma predeterminada cuando se omite el nombre de archivo. Esto se hace canalizando la salida del comando echo: 
```
alice@sleipnir:~$ # 
`
tty
`
 
to
 
show
 
the
 
current
 
terminal
 
name

alice@sleipnir:~$ 
tty

/dev/pts/7

alice@sleipnir:~$ 
echo
 
¡Recuerda
 
cepillarte
 
los
 
dientes!
 
|
 
wall

```

El mensaje también se puede escribir de la misma manera que se usa cat; se invoca escribiendo wall y presionando ↵ Entrar seguido de un mensaje, presionando ↵ Entrar y Ctrl + D:
```
alice@sleipnir:~$ 
wall

¡Recuerda cepillarte los dientes!

^D

```

Usando la sintaxis heredoc:
```
alice@sleipnir:~$ 
wall
 
<<<
 
'¡Recuerda cepillarte los dientes!'

```

La lectura de un archivo también es compatible:
```
alice@sleipnir:~$ 
cat
 
.important_announcement

Remember to brush your teeth!

alice@sleipnir:~$ 
wall
 
.important_announcement
 
# same as `wall !$`

```

Todos los comandos anteriores deben mostrar la siguiente salida en los terminales a los que los usuarios permiten el acceso de escritura (consulte mesg(1)): 
```
Broadcast Message from alice@sleipnir
 (/dev/pts/7) at 16:15 ...

Remember to brush your teeth!

```

- Datos: Q709294